# Taifa de Badajoz
O Reino de Badajoz, também conhecido como Emirado de Badajoz ou Taifa de Badajoz (em árabe: Ta'waif al-Batalyaws) foi uma taifa  (reino muçulmano ibérico) centrado na cidade de Badajoz, no que é hoje a Estremadura espanhola. À semelhança das outras taifas da Península, surgiu após a fragmentação do Califado de Córdova, no final do século X e início do século XI. Ocupava grande parte do que é hoje Portugal, desde o rio Douro até praticamente todo o Alentejo, incluindo as cidades de Lisboa e Santarém, parte da zona ocidental de Castela quase até Leão.
O reino foi independente durante dois períodos, o primeiro entre 1009 ou 1013 e 1094, que terminou com a invasão dos Almorávidas, e o segundo entre 1144 e 1151, que terminou com a conquista pelos Almóadas. Os territórios do reino acabariam definitivamente na posse dos reinos cristãos de Portugal, Leão e Castela.

## Antecedentes e primeira taifa
A cidade de Badajoz foi fundada em 875 pelo muladi rebelde Ibne Maruane, que estabeleceu um reino de facto com capital na cidade. Os territórios dependentes de Badajoz mantiveram alguma independência e tiveram conflitos permanentes com o poder central do califado em Córdova, que só terminaram com a conquista efetiva da cidade pelo califado no século X.
A primeira taifa foi criada em 1009 ou 1013, na sequência da derrocada do califado cordovês, pelo liberto Sabur, um ex-escravo eslavo do califa Aláqueme II. O reino dominava grande parte da antiga Lusitânia, incluindo Mérida e Lisboa. Quando Sabur morreu, em 1022, foi sucedido no poder pelo seu vizir Abedalá ibne Alaftas, apesar de ter dois filhos. Alaftas era um berbere andalusino (do Andaluz, ou seja, da Península Ibérica) que não respeitou a sucessão natural de Sabur. Os filhos deste fugiram para Lisboa, fundando aí outra taifa, que foi depois reconquistada pela de Badajoz. Abdalá fundou a sua própria dinastia, dos Aftácidas, que teve quatro monarcas sucessores de Abdalá.